# NGC 2750
NGC 2750 ist eine Spiralgalaxie vom Hubble-Typ Sc im Sternbild Krebs auf der Ekliptik. Sie ist schätzungsweise 116 Millionen Lichtjahre von der Milchstraße entfernt und hat einen Durchmesser von etwa 75.000 Lichtjahren.

Im selben Himmelsareal befindet sich u. a. die Galaxie NGC 2735, NGC 2743, NGC 2753, IC 2435.
Das Objekt wurde am 11. März 1785 vom deutsch-britischen Astronomen Wilhelm Herschel.